# Омега-шахи
Омега-шахи (англ. Omega Chess) — це один з варіантів шахів, який винайшов Деніел МакДональд з Торонто в 1992 р. Гра ведеться на дошці розміром 10 на 10 полів з додатковими полями в кожному кутку дошки (всього клітинок — 104). На цих додаткових полях на початку партії розташовані «чаклуни» (Wizard). Розташування фігур на дошці відповідає звичайним шахам, а на крайніх кутових полях розташовані чемпіони, за кожним з яких по діагоналі стоїть чаклун (див. діаграму справа).
| w4 wd |       |       |       |       |       |       |       |       |       |       | w3 wd |
|       | a9 zd | b9 rd | c9 nd | d9 bd | e9 qd | f9 kd | g9 bd | h9 nd | i9 rd | j9 zd |       |
| a8 pd | b8 pd | c8 pd | d8 pd | e8 pd | f8 pd | g8 pd | h8 pd | i8 pd | j8 pd |       |       |
| a7    | b7    | c7    | d7    | e7    | f7    | g7    | h7    | i7    | j7    |       |       |
| a6    | b6    | c6    | d6    | e6    | f6    | g6    | h6    | i6    | j6    |       |       |
| a5    | b5    | c5    | d5    | e5    | f5    | g5    | h5    | i5    | j5    |       |       |
| a4    | b4    | c4    | d4    | e4    | f4    | g4    | h4    | i4    | j4    |       |       |
| a3    | b3    | c3    | d3    | e3    | f3    | g3    | h3    | i3    | j3    |       |       |
| a2    | b2    | c2    | d2    | e2    | f2    | g2    | h2    | i2    | j2    |       |       |
| a1 pl | b1 pl | c1 pl | d1 pl | e1 pl | f1 pl | g1 pl | h1 pl | i1 pl | j1 pl |       |       |
| a0 zl | b0 rl | c0 nl | d0 bl | e0 ql | f0 kl | g0 bl | h0 nl | i0 rl | j0 zl |       |       |
| w1 wl |       |       |       |       |       |       |       |       |       |       | w2 wl |

Однією з причин для додавання нових фігур була ідея вирівняти кількість фігур, що стрибають, з кількістю лінійних фігур. Чаклун був створений, як фігура, прив'язана до свого кольору клітинок, аналогічно до слона. Завдяки симетричності й чотирьом додатковим кутовим полям, Омега-шахи створюють додаткові тактичні можливості, включаючи можливість поставити мат двома конями або одним ферзем без допомоги короля.
Омега-шахи знайшли підтримку серед низки гросмейстерів, включаючи Майкла Рода і Алекса Шерцера.

## Відмінності від шахів

### Нові фігури
| w4    |       |       |       |       |       |       |       |    |       |    | w3 |
|       | a9 xx | b9    | c9 xx | d9    | e9 xx | f9    | g9    | h9 | i9    | j9 |    |
| a8    | b8    | c8 xx | d8 nl | e8    | f8 xo | g8    | h8 xo | i8 | j8 xo |    |    |
| a7 xx | b7 xx | c7 zd | d7 xx | e7 xx | f7    | g7 wd | h7    | i7 | j7    |    |    |
| a6    | b6    | c6 xx | d6 xo | e6    | f6 xo | g6    | h6 xo | i6 | j6 xo |    |    |
| a5 xx | b5    | c5 xx | d5    | e5 xx | f5    | g5    | h5    | i5 | j5    |    |    |
| a4    | b4    | c4 pd | d4 pl | e4    | f4 xo | g4    | h4 xo | i4 | j4    |    |    |
| a3    | b3 pl | c3 pd | d3 oo | e3    | f3    | g3    | h3    | i3 | j3    |    |    |
| a2 pl | b2 oo | c2    | d2 oo | e2    | f2    | g2    | h2    | i2 | j2    |    |    |
| a1 oo | b1 oo | c1    | d1 oo | e1    | f1    | g1    | h1    | i1 | j1    |    |    |
| a0    | b0    | c0    | d0 kl | e0 rl | f0    | g0 rl | h0 kl | i0 | j0    |    |    |
| w1    |       |       |       |       |       |       |       |    |       |    | w2 |

Нові фігури в Омега-шахах подібні до фігур, що стрибають, у деяких видах історичних шахів, але, разом з тим, можливість ходити на сусідні поля вирішує проблеми з незручністю використання схожих історичних фігур, які стали зрештою причиною їхнього «вимирання». 
- Чемпіон : стрибає на 2 клітки в будь-якому напрямку чи на 1 клітину ортогонально. Білий чемпіон, розташований з боку короля, може почати гру ходом Ch2 чи Cj2. На діаграмі його ходи відмічені знаком «X». У цьому випадку чемпіон не може взяти білого коня.
- Чаклун : прив’язана до кольору кліток фігура, яка перестрибує на клітини {1,3} чи {3,1} в будь-якому напрямку, чи на одну клітину діагонально. Білий чаклун з боку короля може почати гру ходом Wj2. Ходи чорного чаклуна позначені на діаграмі чорними точками. Він може взяти білого коня.

### Пішаки
- Пішак може ходити на одну, дві чи три поля вперед під час першого ходу. Це показано на вертикалях (a), (b) и (d) відповідно.
- Атака, перетворення й ходи пішаків після першого ходу відповідають правилам щодо пішаків у класичних шахах.
- Правило взяття на проході також діє. Пішака d може взяти на проході будь-який з чорних пішаків c.

### Рокіровка
Діють звичайні правила рокіровки короля й однієї з тур. Як і в традиційних шахах, король може пересунутися на дві клітини вбік в обох напрямках: на h0 для білого чи на h9 для чорного короля для рокіровки з ближньою до короля турою, і на d0 чи d9 для рокіровки з дальньою турою (див. діаграму).
| w4    |       |       |       |       |       |       |       |       |       |    | w3 |
|       | a9    | b9 rd | c9    | d9    | e9    | f9    | g9    | h9    | i9    | j9 |    |
| a8 pd | b8    | c8    | d8    | e8 rl | f8    | g8 pd | h8 rd | i8 kd | j8    |    |    |
| a7    | b7 bd | c7 pd | d7    | e7    | f7 pd | g7 qd | h7    | i7 zd | j7 pd |    |    |
| a6    | b6    | c6    | d6    | e6    | f6    | g6 pd | h6    | i6 pd | j6    |    |    |
| a5    | b5 pd | c5 pl | d5    | e5    | f5 pd | g5    | h5    | i5 pl | j5    |    |    |
| a4    | b4    | c4    | d4 pl | e4    | f4 pl | g4    | h4    | i4    | j4 pl |    |    |
| a3    | b3    | c3 pl | d3    | e3 rl | f3    | g3    | h3    | i3 ql | j3    |    |    |
| a2    | b2    | c2    | d2    | e2    | f2    | g2    | h2 zl | i2    | j2    |    |    |
| a1 pl | b1 bl | c1    | d1    | e1    | f1    | g1 pl | h1 pl | i1    | j1    |    |    |
| a0    | b0    | c0    | d0    | e0    | f0    | g0 kl | h0    | i0    | j0    |    |    |
| w1    |       |       |       |       |       |       |       |       |       |    | w2 |

## Позначення полів
Як видно на діаграмах, ряди позначаються від 0 до 9, а кутові поля за клітинами a0, j0, j9 й a9 позначаються w1, w2, w3 і w4 відповідно. Ці клітини є повноцінними ігровими полями і всі фігури (крім тури й пішака) можуть переходить на них у грі.

## Приклади ігор

### ГросмейстерАлекс Шерцерпроти ГросмейстераЮдіт Полгар
1.f4 d5 2.Nd2 Ng7 3.Wa2 Cc7 4.Ng2 f7 5.Wj2 Wa7 6.e4 de4 7.Ne4 Bb4+ 8.Be1 Nd7 9.c3 Be7 10.Wi5 O-O 11.d4 Cc6 12.Bd3 b5 13.b4 Wd6 14.Cc2 Wj7 15.Ch2 Wi4 16.Nh4 Wh5 17.Wd1 We3 18.Kg0 c7 19.i4 Wg4 20.Be2 Wd5 21.Rc0 Bb7 22.Nc5 Чорні великими силами наступають на білого короля. Можливо, Білим було варто грати конем на g5 замість c5. 22...Nc5 23.bc5 Qd8 24.Qh3 Wh4 25.Bh4 На цьому ходу, чи на наступному, схоже що вдасться відновитися завдяки Чемпіону. 25... Bh4 26.Wh4 Ch7 27.Wg2 Ce4 28.Ce4 We4 29.Qj3 j7 30.i5 i6 31.Wg7 hg7 32.Ri3 Ki8 33.Qj4 Rh9 34.Rj3 Ci7 35.Re0 Qf6 36.Bc0 e6 37.Bb1 Wf5 38.Wf5 ef5 39.Re8 Rh8 40.Rje3 g6 41.Qi3 Qg7 42.j4 b4! (див. діаграму) Чорні перехопили ініціативу. 43.R8e5 bc3 44.Rc3 Bh1 45.Kh1 Rb1 46.Ra3 Ch7 47.Ra8 Ch5 48.Ra9 Qh7 49.Ree9?? Cj3! 50.Qj3 Qh2+ 0-1 

### Шкільний мат і дитячий мат
1.f4 f5, 2.Bc4 Bc5, 3.Qj5 Ng7?? (захист пішака на f5) 4.Qxg8#
1.Wa2 Ng7, 2.Wb5 Ni5?? 3 We6#
| w4 |    |    |       |    |       |    |    |    |    |    | w3 |
|    | a9 | b9 | c9    | d9 | e9    | f9 | g9 | h9 | i9 | j9 |    |
| a8 | b8 | c8 | d8    | e8 | f8 kd | g8 | h8 | i8 | j8 |    |    |
| a7 | b7 | c7 | d7    | e7 | f7    | g7 | h7 | i7 | j7 |    |    |
| a6 | b6 | c6 | d6    | e6 | f6 kl | g6 | h6 | i6 | j6 |    |    |
| a5 | b5 | c5 | d5    | e5 | f5    | g5 | h5 | i5 | j5 |    |    |
| a4 | b4 | c4 | d4    | e4 | f4    | g4 | h4 | i4 | j4 |    |    |
| a3 | b3 | c3 | d3    | e3 | f3    | g3 | h3 | i3 | j3 |    |    |
| a2 | b2 | c2 | d2    | e2 | f2    | g2 | h2 | i2 | j2 |    |    |
| a1 | b1 | c1 | d1 rl | e1 | f1    | g1 | h1 | i1 | j1 |    |    |
| a0 | b0 | c0 | d0    | e0 | f0    | g0 | h0 | i0 | j0 |    |    |
| w1 |    |    |       |    |       |    |    |    |    |    | w2 |

## Розвиток та варіанти омега-шахів
2008 року автори омега-шахів розробили розширений варіант, який отримав назву Просунуті омега-шахи (англ. Omega Chess Advanced).
- Запроваджена нова фігура Блазень (англ. The Fool). 
  - Для цієї фігури немає початкової позиції на дошці, гравець може виставити її за власним бажанням одночасно зі своїм черговим ходом.
  - Гравець може виставити блазня разом з будь-яким власним ходом, якщо фігура, що ходить, до цього ще не ходила в партії. При цьому блазень виставляється на місце власної фігури, що ходить. Наприклад, блазня можна виставити разом з рокіровкою, при чому, як на місце короля, так і на місце тури, що брала участь у рокіровці.
  - Блазень ходить так, як ходила попередня фігура суперника, таким чином, блазень після кожного ходу грає роль тієї фігури опонента, яка ходила останньою.
- Введений новий хід забезпечення (англ. Guarding) для захисту ферзя, хід виконується аналогічно рокіровці.
- Запроваджено необов’язкові розширення до правил
  - Нова фігура лицар-тамплієр - це розширений варіант коня, який може переходити або брати, як звичайний кінь ({1,2} чи {2,1} у будь-якому напрямку), а також переходити може на одне поле далі по діагоналі ({2,3} чи {3,2} у будь-якому напрямку, див. діаграму справа), якщо таке поле вільне. Це розширення ґрунтується на бажанні компенсувати зменшену цінність коня на збільшеній дошці омега-шахів.
  - зв'язування - блазень може "заморозити" будь-яку фігуру, крім короля та блазня, якщо перейде на поле безпосередньо біля неї (див. діаграму - чорний ферзь зв'язаний, чорні точки зображують інші поля, на які міг перейти білий блазень, щоб зв'язати ферзя). Для звільнення фігури необхідно забрати блазня іншою фігурою, чи перейти своїм блазнем на інше поле безпосередньо біля зв'язаної фігури.

Деякі шахові портали реалізують варіант Омега-шахів втемну.
| w4 |       |       |       |       |       |       |       |       |       |    | w3 |
|    | a9    | b9    | c9    | d9    | e9    | f9    | g9    | h9    | i9    | j9 |    |
| a8 | b8    | c8    | d8    | e8 oo | f8    | g8 kd | h8    | i8 oo | j8    |    |    |
| a7 | b7    | c7 tl | d7 oo | e7    | f7 xx | g7    | h7 xx | i7    | j7 oo |    |    |
| a6 | b6 xo | c6 qd | d6 xo | e6 xx | f6    | g6    | h6    | i6 xx | j6    |    |    |
| a5 | b5    | c5 xo | d5    | e5    | f5    | g5 nl | h5    | i5    | j5    |    |    |
| a4 | b4    | c4    | d4    | e4 xx | f4    | g4    | h4    | i4 xx | j4    |    |    |
| a3 | b3    | c3    | d3 oo | e3    | f3 xx | g3    | h3 xx | i3    | j3 oo |    |    |
| a2 | b2    | c2    | d2    | e2 oo | f2    | g2    | h2    | i2 oo | j2    |    |    |
| a1 | b1    | c1 td | d1 rl | e1    | f1    | g1    | h1    | i1    | j1    |    |    |
| a0 | b0    | c0    | d0    | e0    | f0    | g0    | h0    | i0    | j0 kl |    |    |
| w1 |       |       |       |       |       |       |       |       |       |    | w2 |

## Ресурси Інтернет

### Інформація
- Омега-шахи — офіційний сайт
- Правила Омега-шахів (англ.)
- Ходи фігур (англ.)
- Цінність фігур (англ.)
- Варіанти початку гри (англ.)
- Варіанти закінчення гри (англ.)
- Стратегія гри (англ.)

### Он-лайн ігри
- Ґаджет Google для гри в Омега-шахи[недоступне посилання з липня 2019]
- Проста програма гри в Омега-шахи на chessvariants.org [Архівовано 21 червня 2006 у Wayback Machine.]
- Гра через Інтернет на GamesByEmail.com [Архівовано 9 травня 2008 у Wayback Machine.]
- Омега-шахи Он-лайн [Архівовано 29 липня 2021 у Wayback Machine.]